# Флавий Сергий
Флавий Сергий (лат. Flavius Sergius) — государственный деятель Римской империи середины IV века, консул 350 года.

## Биография
В 350 году Сергий был назначен ординарным консулом вместе с Флавием Нигринианом. На одной надписи из Рима консулом вместе с Нигринианом значится некий Флавий Аниций. Возможно, что Аниций был назначен консулом, но смещен через некоторое время и на его место назначен Сергий. Однако замена одного ординарного консула другим не практиковалась в Римской империи, в случае смещения одного из консулов его коллега обычно оставался единственным консулом до конца года. В связи с этим исследователи склоняются к мнению, что в данной надписи присутствует какая-то ошибка — возможно, Аниций было ещё одним именем Нигриниана, в то время, как имя Сергия в надписи опущено. В пользу этого предположения говорить тот факт, что для времени Поздней империи у всех известных Анициев это — первое имя, а не второе (например, Аниций Манлий Северин Боэций).
В 351 году на Востоке империи было объявлено о продолжении консулата Сергия и Нигриниана, в то время как на Западе узурпатор Магненций объявил консулами себя и своего офицера Гаизона. После его гибели, однако, и на Западе этот год стал обозначаться как продолжение предыдущего консулата.
Никаких сведений о карьере или частной жизни Флавия Сергия в источниках не зафиксировано; предположительно, он был назначен префектом претория Галлии в самом конце 349 года, перед восстанием Магненция.